# Biskupski ordinarijat u Mostaru
Zgrada Biskupskog ordinarijata (Biskupije) u Mostaru je s početka 20. stoljeća. Godine 1902. moravski inženjer Maximilian David napravio je projekt u duhu neorenesansne arhitekture, povijesnog stila koji je prevladavao eklektičkom arhitekturom u Austro-Ugarskoj na prijelazu stoljeća. Zgrada je sagrađena 1906. godine. Smještena je na pola puta između franjevačke crkve i stare zgrade Biskupije.